# Lagkadás (La Canée)
Lagkadás, en grec moderne : Λαγκαδάς, appelé Choumousianá  (Χουμουσιανά ) jusqu'en 1952, est un village du dème de Kándanos-Sélino, dans le district régional de La Canée, de la Crète, en Grèce. Selon le recensement de 2011, la population de Lagkadás compte 18 habitants. Le village est situé à une altitude de 680 m et à une distance de 15 km de Paleóchora.